# Haplochromis sp. 'parvidens-like'
Haplochromis sp. nov. 'parvidens-like' là một loài cá thuộc họ Cichlidae. Nó là loài đặc hữu của Uganda.